# Callicore discrepans
Callicore discrepans is een vlinder uit de onderfamilie Biblidinae van de familie Nymphalidae. De wetenschappelijke naam van de soort is voor het eerst geldig gepubliceerd in 1936 door Hans Ferdinand Emil Julius Stichel.